# 봉안동
봉안동(鳳安洞)은 대한민국 경상남도 진주시의 옛 행정동이다. 면적은 0.50km2이고, 인구는 행정동이 폐지되기 직전인 2013년 4월을 기준으로 3,318세대 6,718명이다.

## 개요
원래 이 지역은 진주군 봉곡면 하동 일부지역으로, 진주면 중안동지역이 점차 도시화되면서 1949년 8월 15일 해방후 중안동, 봉곡동으로 개칭하였다. 1997년 7월 1일 중안동과 봉곡동의 행정동을 통합하여 현재 봉안동으로 명명하였다.
2013년 5월 성지동, 신안동와 함께 성북동으로 통합되었다.

## 법정동
- 봉곡동
- 중안동
- 계동

## 교육
- 봉곡초등학교